# Maxillula
De maxillula of eerste maxille, is het tweede paar aanhangsels die fungeren als monddelen bij schaaldieren (Crustacea). De andere monddelen zijn: mandibel, tweede maxille en maxillipede(n).
De eerste maxille is bij vlokreeftjes opgebouwd uit een vrije, mediane lob en een buitenste lob, waaraan soms nog een palp is bevestigd.
De maxillula wordt hoofdzakelijk gebruikt bij het voeden.